# Theudis
Theudis (overleden 548) was in de periode van 531 tot 548 koning van de West-Goten in Spanje.
Hoewel hijzelf van Oost-Gotische afkomst was, volgde hij Amalarik op, die in een veldslag tegen de Franken onder Childebert I gesneuveld was. Theudis had een sterke affiniteit met de Romeinse politiek. Hij was getrouwd met een Romeinse en mat zich de bijnaam Flavius aan. Dit was naast wellicht ijdeltuiterij ook een politieke manoeuvre: op deze wijze hoopte Theudis een link met de beroemde Flavii te suggereren en zo zijn machtspositie tegenover het Oost-Romeinse Rijk te versterken.
De eerste politieke problemen ontstonden echter met de Franken. Onder Childebert I en Chlotharius I hadden de Franken sterk aan macht gewonnen door de annexatie van Bourgondië. In 541 richtten zij hun pijlen opnieuw op de West-Goten: Saragossa werd echter zonder succes belegerd en Theudis wist de Franken terug te dringen.
Het gevaar was inmiddels echter niet verdwenen. Nog steeds was Byzantium bezig om de geografische omvang van het voormalige Romeinse Rijk te herstellen. De Oost-Goten en de Vandalen kwamen zwaar onder vuur te liggen (het rijk van de Vandalen ging zelfs ten onder) en hoewel Theudis zelf niet direct betrokken was bij de strijd tegen de Oost-Romeinse keizer Justinianus I was hij wel gedwongen militaire maatregelen te nemen: een garnizoen dat Ceuta  tegen de Oost-Romeinen moest beschermen hield echter geen stand.
In 548 werd Theudis vermoord door een samenzwering van de Gotische oppositie, of volgens anderen door een geestelijk gestoorde man.
Alarik I ·
Athaulf ·
Sigerik ·
Wallia ·
Theoderik I ·
Thorismund ·
Theoderik II ·
Eurik ·
Alarik II ·
Gesalic ·
Amalarik ·
Theudis ·
Theudigisel ·
Agila I ·
Athanagild ·
Liuva I ·
Leovigild ·
Reccared I ·
Liuva II ·
Witterik ·
Gundemar ·
Sisebut ·
Reccared II ·
Suintila ·
Sisenand ·
Chintila ·
Tulga ·
Chindaswinth ·
Recceswinth ·
Wamba ·
Erwig ·
Ergica ·
Wittiza ·
Roderik ·
Achila II ·
Ardon